# Charles Nicolas Fabvier
Charles Nicolas Fabvier (in greco Κάρολος Φαβιέρος?) (Pont-à-Mousson, 10 dicembre 1782 – Parigi, 15 settembre 1855) è stato un ambasciatore, generale e membro del parlamento francese.
Giocò un ruolo di primo piano nella guerra d'indipendenza greca.

## Biografia

### La carriera sotto Napoleone
Nacque a Pont-à-Mousson in Meurthe e fu studente della École polytechnique prima di arruolarsi nel 1804 nel 1º reggimento d'artiglieria dell'esercito di Napoleone Bonaparte stanziato in Germania. Partecipò nel 1805 alla campagna di Ulma, e fu ferito nella battaglia di Dürenstein. Nel 1807 fece parte della missione dell'artiglieria francese che affrontò l'Impero ottomano del sultano Selim III. Fu incaricato di rafforzare le difese di Costantinopoli. Fabvier riuscì ad unirsi alla missione diplomatica del generale Charles Mathieu Gardanne, emissario di Napoleone in Persia, il quale cercava di combattere l'influenza britannica e russa nella regione. A Fabvier fu chiesto di creare una scuola di artiglieria ed un arsenale a Esfahān, e fu per questo insignito del neonato Ordine del Leone e del sole.
Nel 1809 fece ritorno in Europa passando dalla Russia, e fu per un certo tempo volontario dell'esercito polacco del ducato di Varsavia. Giunto a Vienna fu nominato capitano della Guardia imperiale. Divenne aiutante di campo del maresciallo Auguste Marmont in Spagna, e da questi inviato in Russia per informare Napoleone dell'esito della battaglia di Salamanca. Giunse al quartier generale di Napoleone il 6 settembre 1812, la vigilia della battaglia di Borodino. Fabvier fu gravemente ferito in battaglia, ed abbandonò la carica durante l'assalto finale alle fortificazioni russe. Napoleon lo premiò nominandolo maggiore d'artiglieria del VI corpo del maresciallo Michel Ney. Si distinse durante la guerra della sesta coalizione in Germania, e divenne colonnello e barone dell'impero. Partecipò alla ritirata in Francia, ed il 31 marzo 1814, per conto dei marescialli Marmont e Mortier, firmò la resa di Parigi.
Durante i cento giorni si unì come volontario alle forze di difesa di frontiera.

### Il dopo Napoleone
Dopo la caduta di Napoleone nel 1815 continuò a servire lealmente l'esercito reale francese. Nel 1817 aiutò il maresciallo Marmont a sedare le rivolte di Lione, provocate dal duro comportamento del governatore militare locale, il generale Simon Canuel. Poco dopo fu sospeso dal servizio attivo a causa della sua fede per gli ideali liberali, 
fu arrestato nell'agosto 1820 ed accusato di partecipazione ad una cospirazione militare. Nonostante sia stato rilasciato per mancanza di prove fu in seguito richiamato come testimone, ma si rifiutò di rivelare un nome chiesto dal pubblico ministero, e così dovette pagare una multa di 500 franchi.
Nel 1822 fu incaricato di aiutare il viaggio di quattro sergenti a La Rochelle, ma il compito venne revocato. Nel 1823 decise di lasciare la Francia e trasferirsi in Grecia per sostenere la guerra d'indipendenza. Il suo primo compito fu quello di supervisionare le fortificazioni di Navarino. Si trasferì poi in Bretagna per raccogliere il sostegno dei filellenici. Tornato in Grecia, fu messo a capo di un piccolo esercito regolare greco col quale partecipò a numerose battaglie, la più famose delle quali fu l'assedio dell'acropoli di Atene del 1826. Nel 1828 tornò in Francia, prima di fare ritorno in Grecia con la spedizione Morea organizzata dai francesi.
Nel 1830 tornò in patria dove partecipò alla Rivoluzione di luglio. Inizialmente era agli ordini del generale Étienne Maurice Gérard, ma il 4 agosto fu nominato comandante militare di Parigi. Nel 1831 diede le dimissioni congedandosi col grado di tenente generale. Fabver divenne parìa di Francia nel 1845, e nel 1848 fu inviato come ambasciatore francese prima a Costantinopoli e poi in Danimarca. Tornato in Francia fu eletto nell'Assemblea Nazionale come rappresentante della Meurthe. Qui sostenne il gruppo conservatore dell'assemblea. Si ritirò dalla vita pubblica il 2 dicembre 1851, e morì a Parigi quattro anni dopo.